# IC 1161
IC 1161 ist eine elliptische Galaxie mit aktivem Galaxienkern vom Hubble-Typ E im Sternbild Serpens am Himmelsäquator. Sie ist schätzungsweise 467 Millionen Lichtjahre von der Milchstraße entfernt und hat einen Durchmesser von etwa 115.000 Lichtjahren. Gemeinsam mit PGC 1489740 bildet sie ein gravitativ gebundenes Galaxienpaar.
Im selben Himmelsareal befinden sich u. a. die Galaxien IC 1155, IC 1157, IC 1160, IC 1163.
Das Objekt wurde am 1. August 1891 von Stéphane Javelle entdeckt.